# Бёттгер, Кэти
Кэти Бёттгер (дат. Katy Bødtger; 28 декабря 1932, Копенгаген — 1 мая 2017) — датская певица, представительница Дании на конкурсе песни Евровидение 1960.

## Биография
Начала музыкальную карьеру в 1957 году, выступая в женском хоре на Датском радио. Впоследствии подписала контракт со звукозаписывающей компанией «Nordisk Polyphon». Наибольший успех получил её дебютный альбом «Fiskerpigens sang», выпущенный в том же году и разошедшийся тиражом более 100 000 копий.
В 1960 году представляла Данию на Евровидении с песней «Det var en yndig tid» Через три года снялась в комедийном фильме «Frøken Nitouche» известного датского режиссёра Лоне Херца. Также стала известна по сотрудничеству с другим Евро-конкурсантом — Густавом Винклером.
До восьмидесятых годов Кэти работала радиоведущей.
В 2005 году певица выпускает альбом (в трёхдисковом формате) «Blå viol», содержащий наиболее успешные композиции за период её музыкальной деятельности.